# HD 158974
HD 158974，又名BD+31 3047，SAO 66103、HR 6528，是一颗恒星，视星等为5.61，位于銀經55.03，銀緯29.87，其B1900.0坐标为赤經17h 27m 8.1s，赤緯+31° 29.87′ 58″。